# Wojna grecko-turecka (1919–1922)
Wojna grecko-turecka (tur. Türk-Yunan Savaşı, Front zachodni wojny o niepodległość Turcji tur. Türk Kurtuluş Savaşı Batı Cephesi) – działania wojenne w latach 1919–1922 w zachodniej Azji Mniejszej, wywołane przez zbrojną agresję Grecji na terytorium Turcji, zakończone ostatecznie traktatem w Lozannie (Szwajcaria).
Impulsem do podjęcia agresji przez Grecję była klęska Imperium Osmańskiego w wyniku I wojny światowej. Rząd w Atenach widział możliwość zaanektowania obszarów Turcji zamieszkiwanych częściowo przez ludność grecką i konsekwentną realizację Megali Idea – planu budowy Wielkiej Grecji. Plany ekspansji do Azji Mniejszej w początkowej fazie były popierane przez zwycięskie mocarstwa. Szczególną rolę w skłonieniu Grecji do interwencji, a zwłaszcza w jej kontynuacji w zakresie wykraczającym poza międzynarodowy mandat, odegrała Wielka Brytania.
Rozpoczęta w maju 1919 roku inwazja grecka na wybrzeża Jonii oraz zajęcie Smyrny (Izmiru) zapoczątkowały wojnę.
W wyniku wojny przegranej militarnie przez Grecję nastąpił kryzys polityczny, gospodarczy i ludnościowy w Grecji zakończony upadkiem monarchii i wprowadzeniem republiki. Traktat z Lozanny z 1923 roku, rewidujący na korzyść Turcji postanowienia traktatu z Sèvres z 1920 roku, zawierał postanowienia o wymianie ludności pomiędzy Grecją a Turcją. W konsekwencji tereny zachodniej Anatolii (starożytna Jonia) oraz Pontu musiało opuścić ok. 1,5 mln Greków, którzy zamieszkiwali te ziemie nieprzerwanie od 2500 lat. Z Grecji wysiedlono równolegle ok. 250–300 tys. muzułmanów różnych narodowości. Wymiana, do której przyłączyła się także Bułgaria, oparta została ściśle na kryterium wyznania. Nie objęła okręgu Konstantynopola i całej Tracji, gdzie obowiązywać miała dobrowolność.

## Motywy polityki Grecji wobec Turcji na terenie zachodniej Anatolii
Podstawowym powodem podjęcia działań zbrojnych Grecji wobec Imperium Osmańskiego była chęć zrealizowania idei, jaka przyświecała Grekom od czasów odzyskania niepodległości w 1830: Megali Idea – Wielkiej Idei (wyzwolenia – zjednoczenia w jednym państwie wszystkich ziem uważanych za greckie). Ruch, realizowany przez kolejne rządy w Atenach polegał na stopniowym przyłączaniu do Grecji wszystkich ziem zamieszkiwanych przez ludność grecką od czasów starożytnych i restauracji Bizancjum ze stolicą w Konstantynopolu. W ten sposób konsekwentnie poszerzane było terytorium Grecji, co przybrało szczególnie spektakularny obrót w czasie wojen bałkańskich (1912–1913). W latach tych Imperium Osmańskie straciło na rzecz Serbii, Bułgarii i Grecji prawie wszystkie terytoria europejskie, zaś granice Grecji powiększyły się niemal dwukrotnie.

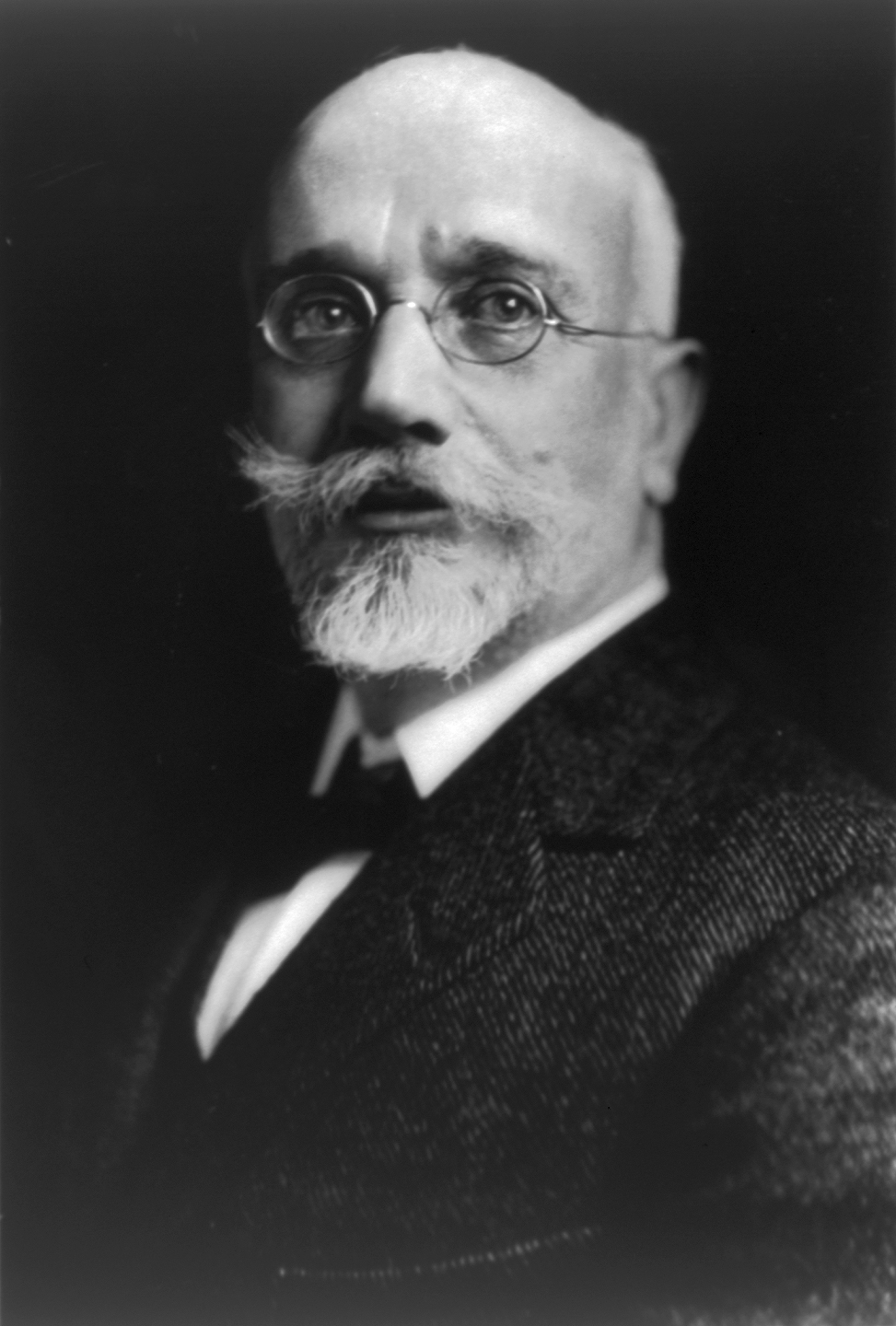
Elefterios Wenizelos

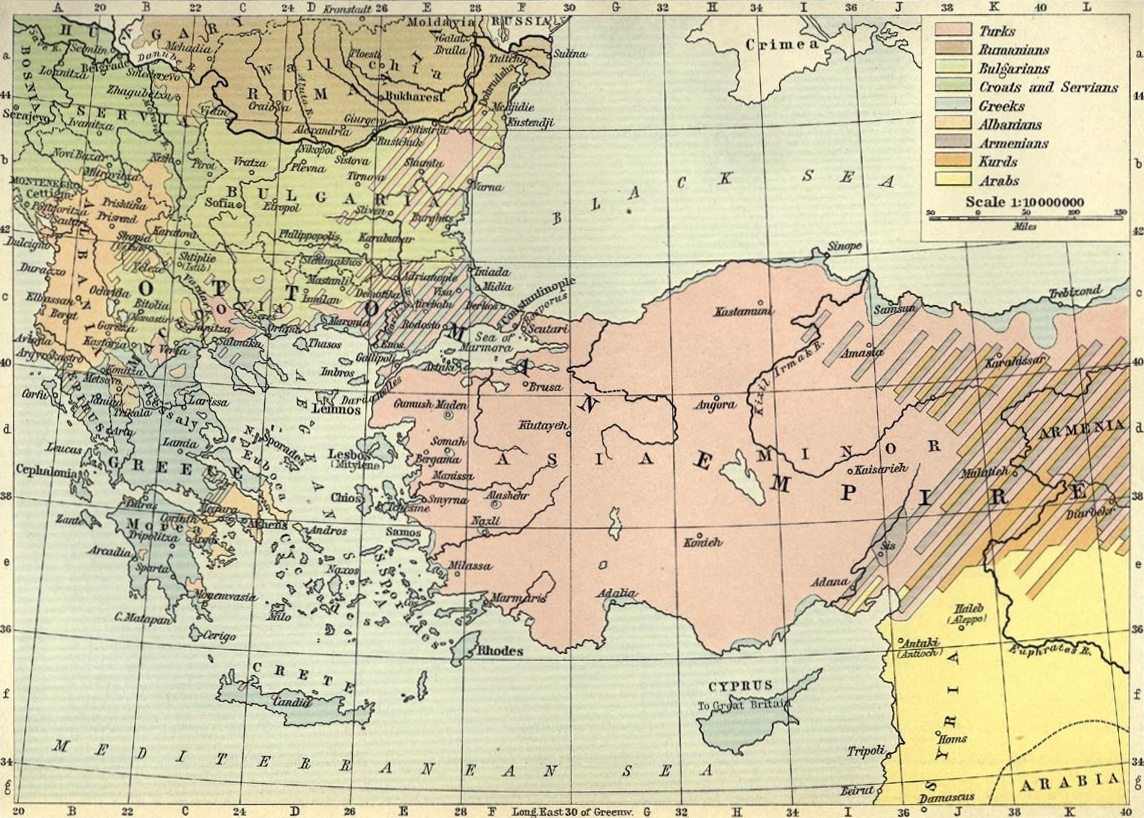
Mapa etniczna Turcji 1911

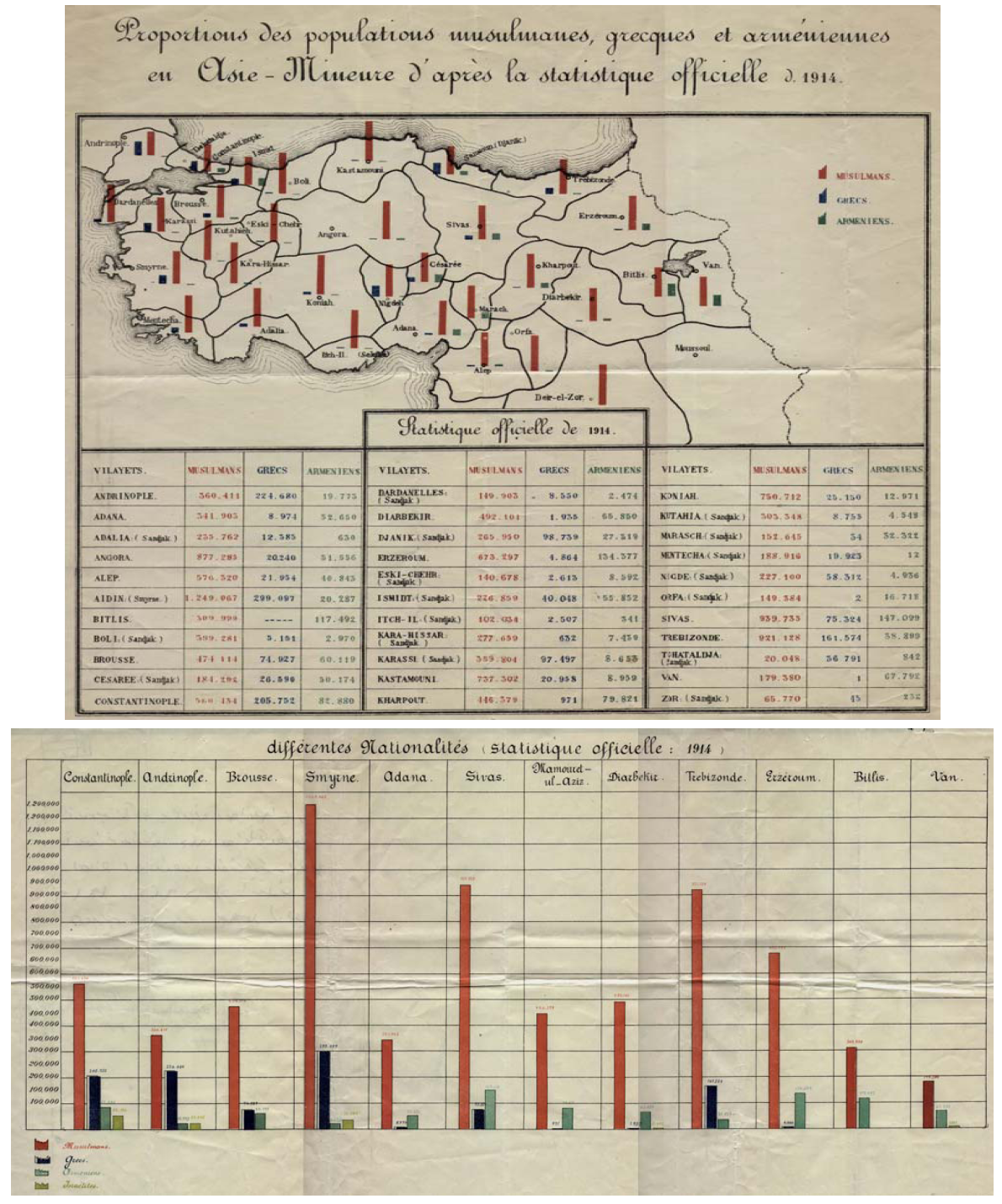
Statystyka narodowościowa Turcji według danych oficjalnych w 1914 według wilajetów – Grecy odrzucają te dane jako rażąco fałszywe

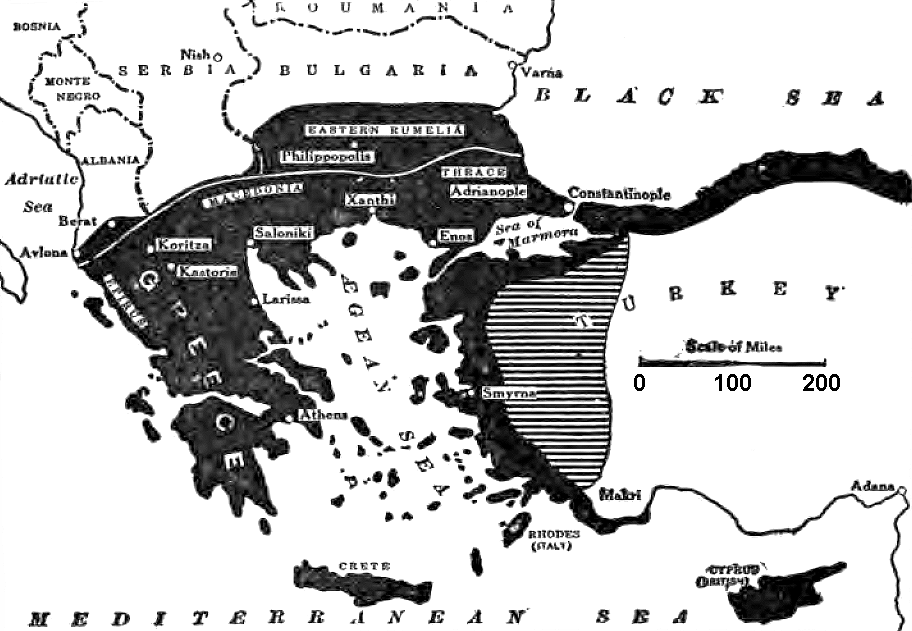
Megali Idea – Roszczenia terytorialne Grecji przedstawione na paryskiej konferencji pokojowej (1919) przez Elefteriosa Wenizelosa

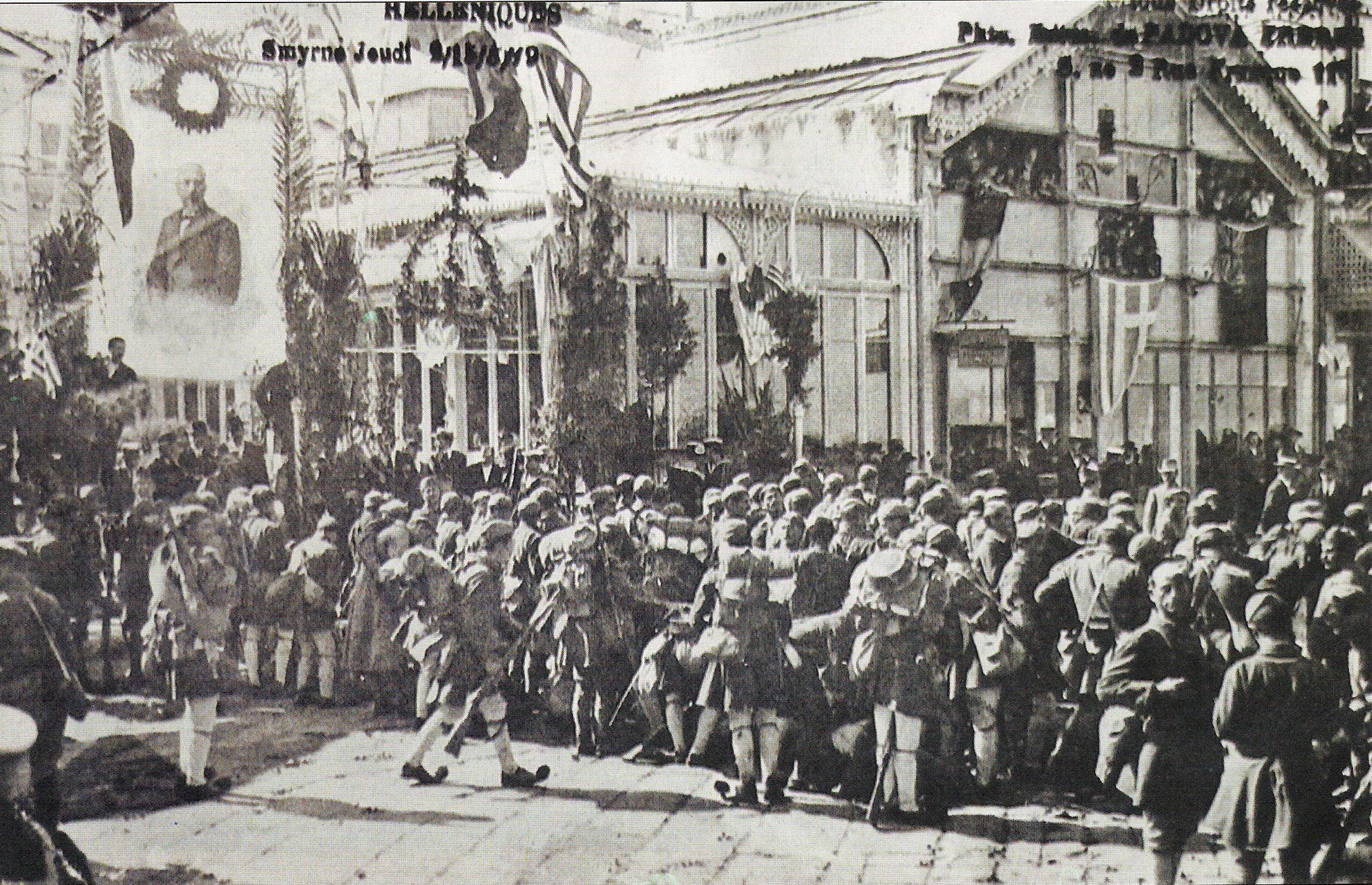
Wojsko greckie wkracza do Smyrny (Izmiru) 15 maja 1919

Megali Idea przyczyniła się do rozpowszechnienia się w społeczeństwie nastrojów nacjonalistycznych i dążenia do włączenia do Grecji także  terenów z ludnością grecką w Jonii, Tracji, Konstantynopolu i Poncie. Zwolennikiem „Grecji dwóch kontynentów i pięciu mórz” (rozciągającej się nad morzami Marmara, Czarnym, Jońskim, Egejskim i Śródziemnym) był urzędujący od 1916 (po raz czwarty) premier Grecji Elefterios Wenizelos.
Na podjęcie decyzji o wojnie miała wpływ trudna sytuacja, w jakiej znaleźli się Grecy w Turcji w miarę rozwoju ruchu młodotureckiego. Tereny Zachodniej Anatolii i Pontu zamieszkiwali od czasów starożytnych w liczbie ok. 2,5 mln. Pod wpływem nacjonalizmu, jaki rozpowszechnił się w Turcji w XIX w. nastąpiły procesy, które zburzyły dotychczasową koegzystencję różnych narodowości. Ruch młodoturecki pod hasłami liberalizmu i modernizacji kraju, odwoływał się do  nacjonalistycznych haseł panturkizmu. Mniejszości narodowe (Grecy, Ormianie, Arabowie) z kolei od roku 1916 żądały pełnej niepodległości, opierając się na haśle samostanowienia narodów wysuwanym przez Ententę, co oznaczało w praktyce rozbiór Imperium Osmańskiego na zasadzie rozgraniczenia etnicznego. Podział stref wpływów na terenie azjatyckich posiadłości Imperium Osmańskiego przewidywała zawarta 16 maja 1916 tzw. umowa Sykes-Picot.
Hasło wyzwolenia chrześcijan w imperium osmańskim było oficjalnym celem politycznym wypowiedzenia Turcji wojny przez Imperium Rosyjskie. Mniejszość chrześcijańska w Turcji była traktowana instrumentalnie jako narzędzie polityki zagranicznej Rosji. Stąd też należący do Kościołów wschodnich Ormianie i Grecy byli traktowani przez nacjonalistów tureckich jako zagrożenie dla integralności terytorialnej i samego istnienia państwa tureckiego. Po wypowiedzeniu Turcji wojny przez Rosję (4 listopada 1914) i pozostałe państwa Ententy, w 1915 rząd młodoturecki rozpoczął budowę państwa o charakterze etnicznie tureckim. Jako pierwsi ofiarą tej polityki padli Ormianie, którzy w latach 1915–1917 zostali poddani eksterminacji w czystkach etnicznych określanych jako rzeź Ormian (w tym okresie dotknęło to także Greków pontyjskich). Europejscy Grecy też nieraz doświadczyli krwawych tureckich represji, ponadto wieści pochodzące od ormiańskich i pontyjskich świadków tych wydarzeń wzbudziły głęboki niepokój odnośnie do ich własnej przyszłości. W czasie I wojny światowej nie nastąpiły żadne działania wojenne pomiędzy Grecją a Imperium Osmańskim. Grecja pomimo nabytków terytorialnych wojen bałkańskich nie graniczyła bowiem bezpośrednio z Turcją i nie znajdowała się z nią w stanie wojny w okresie 1914-1919. 

### Udział Eleutheriosa Venizelosa w konferencji pokojowej w Paryżu
Zawarcie 30 października 1918 rozejmu w Mudros między państwami Ententy a Imperium Osmańskim, narzucającego Turcji twarde warunki rozejmowe, było przesłanką decyzji o okupacji przez wojska greckie okręgu Smyrny w Azji Mniejszej. W rozbiorze państwa osmańskiego obok Grecji i Wielkiej Brytanii miały uczestniczyć Włochy, Francja oraz na wschodzie Armenia.
W czasie konferencji pokojowej w Paryżu Elefterios Wenizelos domagał się przyznania Grecji Izmiru (Smyrny), Tracji oraz Epiru północnego. W czasie konferencji pojawiły się spory między sojusznikami, dotyczące ustalania granic stref wpływów greckich i włoskich w Azji Mniejszej (w kwietniu 1917 okręg Izmiru, o który szczególnie zabiegała Grecja, został przyznany Włochom). Grecki premier apelował również o przekazanie Konstantynopola pod kontrolę międzynarodową (mandat Ligi Narodów). W razie spełnienia tego postulatu, razem z przekazaniem Grecji Smyrny oraz Tracji zachodniej i wschodniej, Wenizelos był skłonny zrezygnować z roszczeń do Dodekanezu i północnego Epiru. W maju 1919 Wenizelos, w rozmowach z francuskim premierem Georges’em Clemenceau, prezydentem USA Woodrowem Wilsonem i premierem Wielkiej Brytanii Davidem Lloyd George’em, poruszył kwestię prześladowań niemuzułmanów w regionie Smyrny, „przedstawiając je jako wyjątkowo dramatyczne”.

Dodatkowym dla niego argumentem była gotowość Greków do likwidacji tamtejszego tureckiego ruchu oporu, który nie godził się z dyktatem mocarstw. W okresie, kiedy zdemobilizowano już znaczną część zwycięskich armii, oferta grecka okazała się szczególnie korzystna. Następnym ważnym atutem Greków stało się ich uczestnictwo w interwencji przeciw Rosji Sowieckiej

Przed ostatecznym ustaleniem stref wpływów w Turcji wojska włoskie wylądowały w Antalyi i skierowały się w kierunku Izmiru. Krok ten z niepokojem przyjął nie tylko rząd grecki, ale i koła rządowe brytyjskie, francuskie i amerykańskie. W tym kontekście rządy tych krajów wyraziły zgodę na podjęcie przez Grecję interwencji w Turcji. Zwolennikiem takiego rozwiązania był zwłaszcza premier Wielkiej Brytanii.

## Interwencja grecka

### Początek interwencji
Wojska greckie zajęły Izmir (największy ośrodek greckiej społeczności w Turcji) 15 maja 1919, pod osłoną wojsk Ententy. Jako przyczynę interwencji podano ochronę greckiej społeczności w regionie. W dniu zajęcia miasta doszło do walk z oddziałami tureckimi, w których zginęło 350 osób. Opór turecki był niewielki. Armia turecka wycofała się w głąb lądu, na wschód. Ludność grecka i ormiańska miasta wojska desantowe przyjęła jak wyzwolicieli, wyrażając nadzieję na przyłączenie Smyrny do Grecji. Na terenie Izmiru zaczęto tworzyć grecką administrację, co spotykało się z oporem pomijanych przy dzieleniu stanowisk miejscowych Turków. Zaczęli oni wspierać tworzący się turecki ruch oporu. Tendencji tej nie zdołały odwrócić działania greckiego komisarza Aristidesa Stergiadisa, który chcąc załagodzić sytuację zaoferował część pozycji w sądownictwie Turkom (narażając się tym z kolei Grekom). Postawa Stergiadisa należała do wyjątków, gdyż administracja grecka stosowała represje i ograniczenia wobec tureckiej ludności cywilnej. Do zimy 1919 wojska greckie przygotowywały nową ofensywę, która miała zlikwidować turecki ruch oporu i zwiększyć stan posiadania Greków w Azji Mniejszej.

### Traktat w Sèvres
Terytorium Turcji i planowany Kurdystan(ciemnocytrynowy)
     Armenii
     Grecji
     Francji
     Wielkiej Brytanii
     Włoch
     Francji
     Wielkiej Brytanii
     Zdemilitaryzowana międzynarodowa strefa kontroli cieśnin

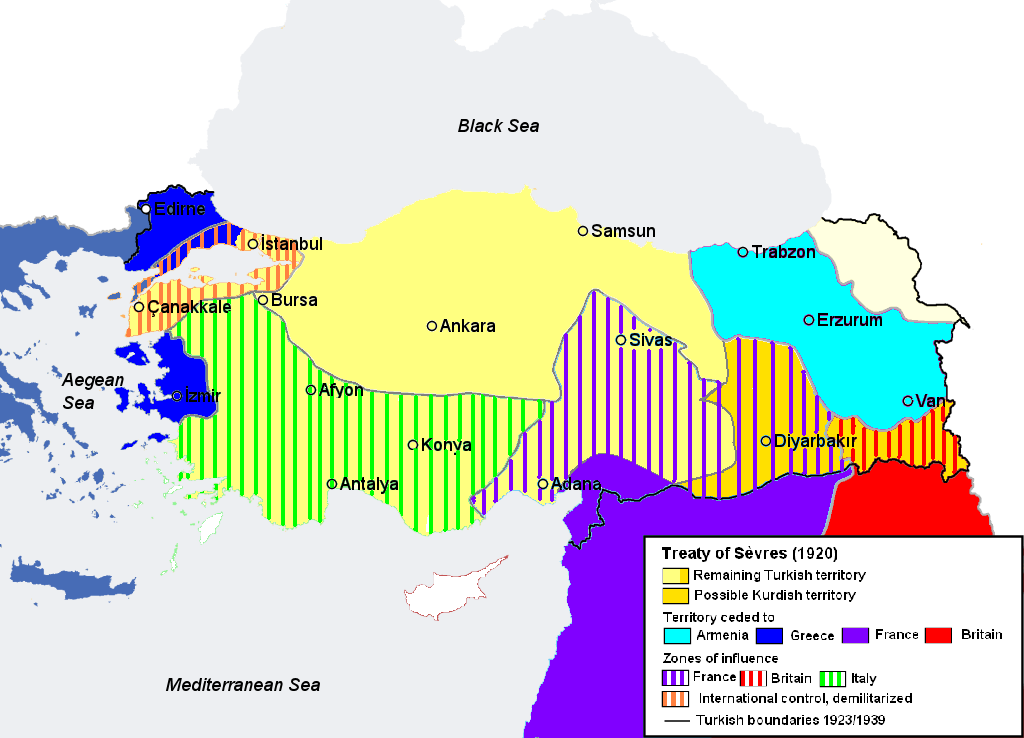
Podział Anatolii i Tracji według Traktatu z Sèvres
Terytorium Turcji i planowany Kurdystan(ciemnocytrynowy)
Tereny oddane:
Armenii
Grecji
Francji
Wielkiej Brytanii
Ponadto obszary zaznaczone liniami pionowymi – strefy wpływów:
Włoch
Francji
Wielkiej Brytanii
Zdemilitaryzowana międzynarodowa strefa kontroli cieśnin Linią ciągłą zaznaczony zrewidowany traktatem w Lozannie 1923 przebieg granic Turcji

Wiosną 1920, po zakończeniu konferencji w San Remo, plany rozbioru Turcji dyskutowane wcześniej w gronie sojuszników, zostały ujawnione. W sierpniu 1920 zawarto je w traktacie pokojowym podpisanym w Sèvres.
10 sierpnia 1920 sułtanat podpisał traktat (nie został on ratyfikowany przez Turcję), w którym zrzekł się na rzecz Grecji Tracji Wschodniej, aż do Chatalji. Turcja zrzekła się również na rzecz Grecji praw do wysp Imbros i Tenedos, zachowując Konstantynopol, morze Marmara i wąski pas europejskiego terenu na zachód od Konstantynopola. Cieśnina Bosfor miała być zdemilitaryzowana i administrowana przez Międzynarodową Komisję. Okręg Smyrny miał pozostać pod nominalną zależnością sułtana, jednak pod własną flagą i z własnym lokalnym parlamentem. Po pięciu latach mieszkańcy Smyrny mieli zadecydować w plebiscycie nadzorowanym przez Ligę Narodów o ewentualnym przyłączeniu do Grecji. Elefterios Wenizelos był pewien, że plebiscyt zakończy się sukcesem Greków, dzięki migracjom Greków z innych regionów Turcji do okręgu Smyrny. W Grecji sukcesy wojskowe w Azji Mniejszej zostały przyjęte z entuzjazmem. Tymczasem armia grecka korzystała z brytyjskiej pomocy wojskowej; dzięki temu mogła z Izmiru i Bursy podjąć marsz w głąb Anatolii, jak również wejść do Tracji wschodniej. Ofensywa grecka przeprowadzona do jesieni 1920 zakończyła się opanowaniem Eskişehiru.
Zwołane 23 kwietnia 1920 w Ankarze przez  Kemala Atatürka Wielkie Zgromadzenie Narodowe Turcji (pierwszy parlament turecki) odrzuciło postanowienia traktatu jako prowadzące do rozbioru Turcji. Oznaczało to wojnę z Ententą. W krytycznej sytuacji Turcy nawiązali współpracę polityczną i wojskową z Rosją Sowiecką, czego ceną polityczną i konsekwencją było opanowanie przez Armię Czerwoną Kaukazu Południowego i sukcesywna likwidacja niepodległych: Demokratycznej Republiki Azerbejdżanu, Demokratycznej Republiki Armenii oraz Demokratycznej Republiki Gruzji i przekształcenie ich w republiki radzieckie (maj 1920 – marzec 1921). Oznaczało to rezygnację Turków z tzw. idei turańskiej – po rezygnacji z ekspansji w Europie – z prowadzenia aktywnej polityki w pasie państw Azji Środkowej (Azerbejdżan, Chiwa, Buchara).

### Linia frontu i zmiana sytuacji politycznej w Grecji jesienią 1920

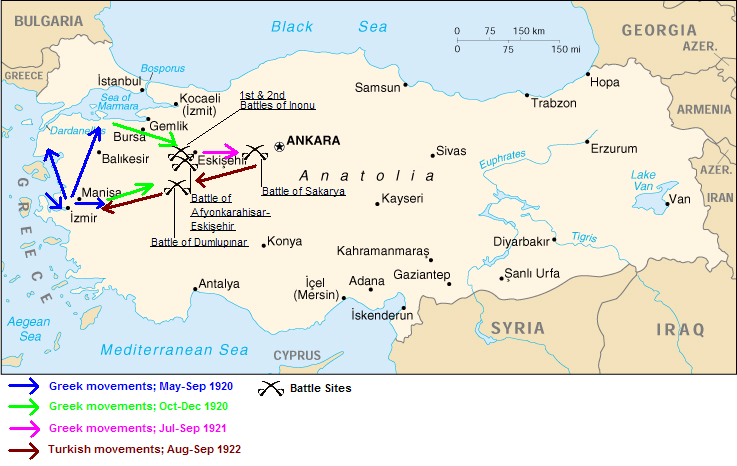
Wojna grecko-turecka. Przebieg działań wojennych

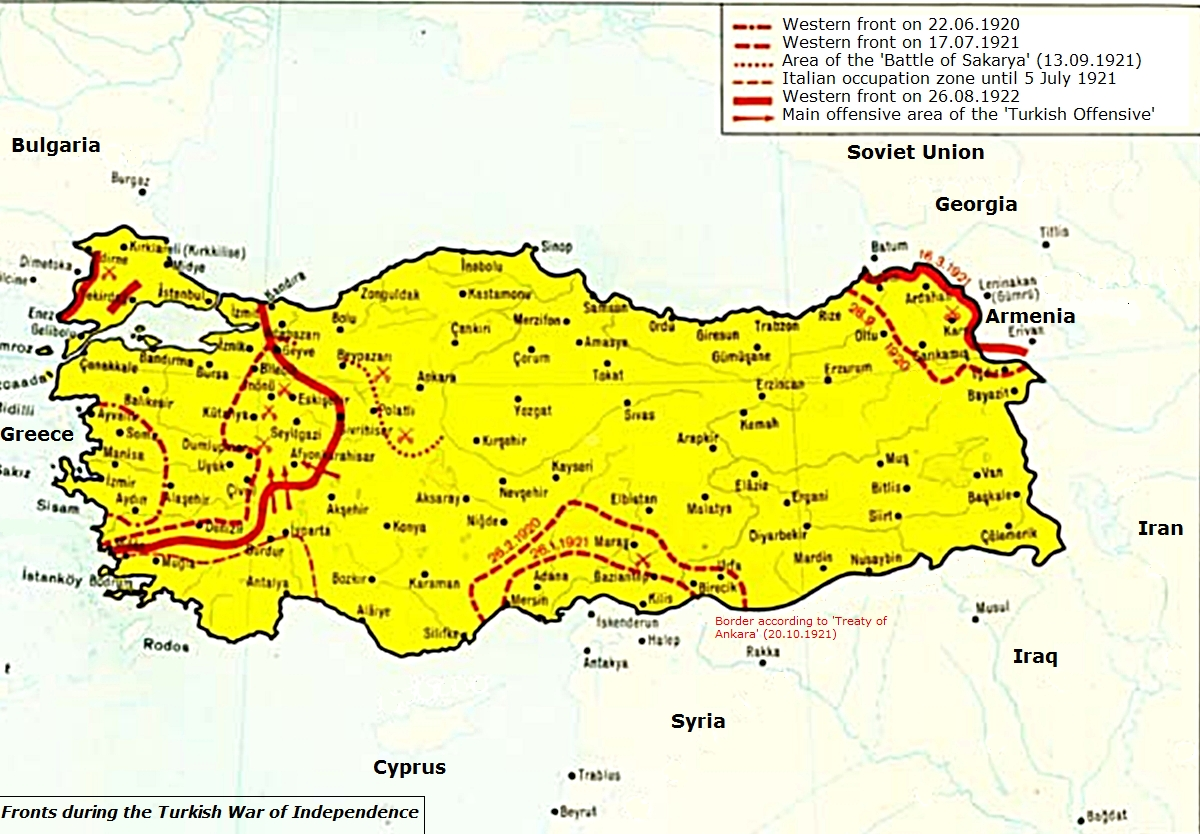
Fronty działań wojennych podczas wojny o niepodległość Turcji

Greccy dowódcy, bez porozumienia z nieobecnym w kraju premierem Eleutheriosem Venizelosem, za namową i z pomocą wojskową Wielkiej Brytanii wznowili ofensywę w głąb Anatolii, nie napotykając silniejszego oporu. Tym samym, wojska greckie zajęły obszar znacznie wykraczający poza tereny zamieszkiwane, w większości lub w znacznym stopniu, przez ludność etnicznie grecką. Sytuacja międzynarodowa uległa ponadto niekorzystnej dla Grecji zmianie po śmierci króla Aleksandra Greckiego. Jego zgon doprowadził do ponownego wybuchu schizmy narodowej. Wybory parlamentarne w Grecji w listopadzie 1920 zdominowała rywalizacja między zwolennikami Venizelosa a rojalistami, popierającymi wygnanego ojca Aleksandra, Konstantyna I Glücksburga. Mimo euforii towarzyszącej traktatowi w Sèvres stronnictwo Venizelosa przegrało wybory – rojaliści uzyskali 246 mandatów z 370 możliwych. Ich zwycięstwo było efektem zmęczenia społeczeństwa wojnami oraz poczuciem upokorzenia z powodu otwartego ingerowania Francji i Wielkiej Brytanii w wewnętrzne sprawy Grecji.

W kampanii wyborczej rojaliści, jako zwolennicy Grecji „małej, ale honorowej”, krytykowali przedłużanie wojny. Kiedy jednak znaleźli się u władzy, okazało się, że będą kontynuowali działania w Azji Mniejszej

Na dworze zakładano, że po pierwsze należy odepchnąć Turcję jak najdalej od głównego greckiego celu i marzenia Wielkiej Idei – Konstantynopola. Po drugie, należy zająć i zniszczyć zaplecze wrogiej armii, czyli zakłady zbrojeniowe okręgu Ankary, w Anatolii, a w wersji minimum, należy przeciąć tureckie połączenia kolejowe z wybrzeżami tak, by uniemożliwić tureckiej armii zaopatrywanie się za granicą. Po trzecie, te rozległe i ważne dla Turcji terytoria mogłyby wówczas zostać wymienione, w drodze układów, na okręg Konstantynopola. Udana, zwycięska wyprawa miałaby też wzmocnić pozycję króla Konstantyna, wobec niedarzących go sympatią państw zachodnich, zwłaszcza przywracając współpracę Wielkiej Brytanii z Grecją. N. Nairmark twierdzi również, że na słabego Konstantyna znaczny wpływ miał Venizelos, który z łatwością przekonywał go do swojej wizji Wielkiej Grecji.
Włochy, Francja i Wielka Brytania jednoznacznie opowiedziały się przeciwko powrotowi proniemieckiego Konstantyna I, jednak mimo świadomości tego faktu zwolennicy monarchii zorganizowali plebiscyt, którego wyniki zostały następnie sfałszowane na korzyść władcy (według oficjalnych wyników 999 960 głosów za jego powrotem, 10 383 przeciwko).
Nowy premier Dimitrios Gunaris zmienił kadrę dowódczą na mniej doświadczoną, uważaną jednak za lojalną politycznie. Sojusznicy Grecji potraktowali to jako pretekst do cofnięcia dotychczasowego poparcia politycznego, a co za tym idzie odcięcia pomocy militarnej, w dalszej zaś perspektywie – zawarcie pokoju z Mustafą Kemalem przy rezygnacji z wcześniejszych roszczeń terytorialnych.

### Wyprawa anatolijska
Maksymalne możliwości kadrowe i sprzętowe armii greckiej nie przekraczały ówcześnie 200 tysięcy żołnierzy, których zaopatrzenie, w trakcie kampanii, utrudniane było następnie przez zachodnie floty wojenne. Królowi i jego otoczeniu dysponowane siły wydawały się wystarczające dla pokonania niedorównujących oddziałom regularnym powstańców młodotureckich, odcięcia im kontaktu z Europą i zmuszenia Kemala Atatürka do podjęcia układów. W przełomowym momencie kampanii, na wyniku zaważyło, że Grecy nie uwzględnili możliwości wsparcia Turcji przez niektóre państwa zachodnie oraz Rosję sowiecką.
Kontynuacja ofensywy greckiej doprowadziła do wydłużenia się linii zaopatrzeniowych armii, co stanowiło dla strony greckiej poważną trudność. Ponadto zdemoralizowane oddziały armii sułtańskiej i nieliczna turecka partyzantka została zastąpiona przez lepiej zorganizowane siły kemalistów. 10 stycznia 1921 armia turecka, dowodzona przez Ismet Beya, odniosła pierwsze zwycięstwo w wojnie w bitwie pod Inönü. W lutym 1921 delegacja grecka z premierem Nikolaosem Kalojeorjopoulosem na czele udała się do Londynu, ubiegając się o przyznanie kredytu w wysokości 15 milionów funtów szterlingów na kontynuację działań wojennych. Polityk twierdził, że problemy wojsk greckich są przejściowe, a ofensywa pozwoli usunąć z Anatolii tureckich nacjonalistów. Wielka Brytania odmówiła jednak wszelkiej pomocy, deklarując neutralność. Premierowi Grecji zasugerowano, że przyczyną takiej zmiany polityki jest osoba króla Konstantyna, zaś najlepszym rozwiązaniem dla kraju będzie podjęcie z Turcją rozmów pokojowych.
W marcu 1921 armia grecka podjęła drugą ofensywę i po raz kolejny została zatrzymana w drugiej bitwie pod Inönü (30 marca – 1 kwietnia). Po tym wydarzeniu wszyscy sprzymierzeni zadeklarowali neutralność wobec konfliktu, jednak de facto rządy włoski i francuski zaangażowały się w uzbrajanie Turków przeciwko Grekom. Jednak w czerwcu grecka armia po impasie spowodowanym klęskami pod Inönü rozwinęła nową, największą w tej wojnie ofensywę skierowaną do rzeki Sakarya (gr. Sangarios), ok. 100 km od Ankary. Jej celem było wyparcie rządu Mustafy Kemala z Ankary. Wycofujące się nieregularne oddziały tureckie okopały się na linii rzeki, ok. 75 km od tego miasta. Nie mogąc kontynuować marszu, armia grecka podjęła nowe represje wobec tureckiej ludności cywilnej na zdobytym terytorium, paląc tureckie wsie, w odwecie za wcześniejsze działania Turków wymierzone w Greków. Osoby uważane za nielojalne wobec Greków były wysiedlane z dotychczasowych miejsc zamieszkania i osadzane w innych miejscowościach. Dochodziło do aktów grabieży, gwałtów i podpaleń. Grecki pochód w głąb Anatolii przyczynił się do ożywienia tureckiego ruchu nacjonalistycznego i zjednoczenia Turków wokół Mustafy Kemala. Do kontynuowania ofensywy zachęcał Greków Lloyd George, jednak jego prohelleńskie deklaracje nie łączyły się z oczekiwaną przez rząd grecki pomocą ani kredytami. W celu podniesienia morale wojska do Smyrny przeniósł się król Konstantyn I wraz z rządem.

#### Bitwa nad Sakaryą

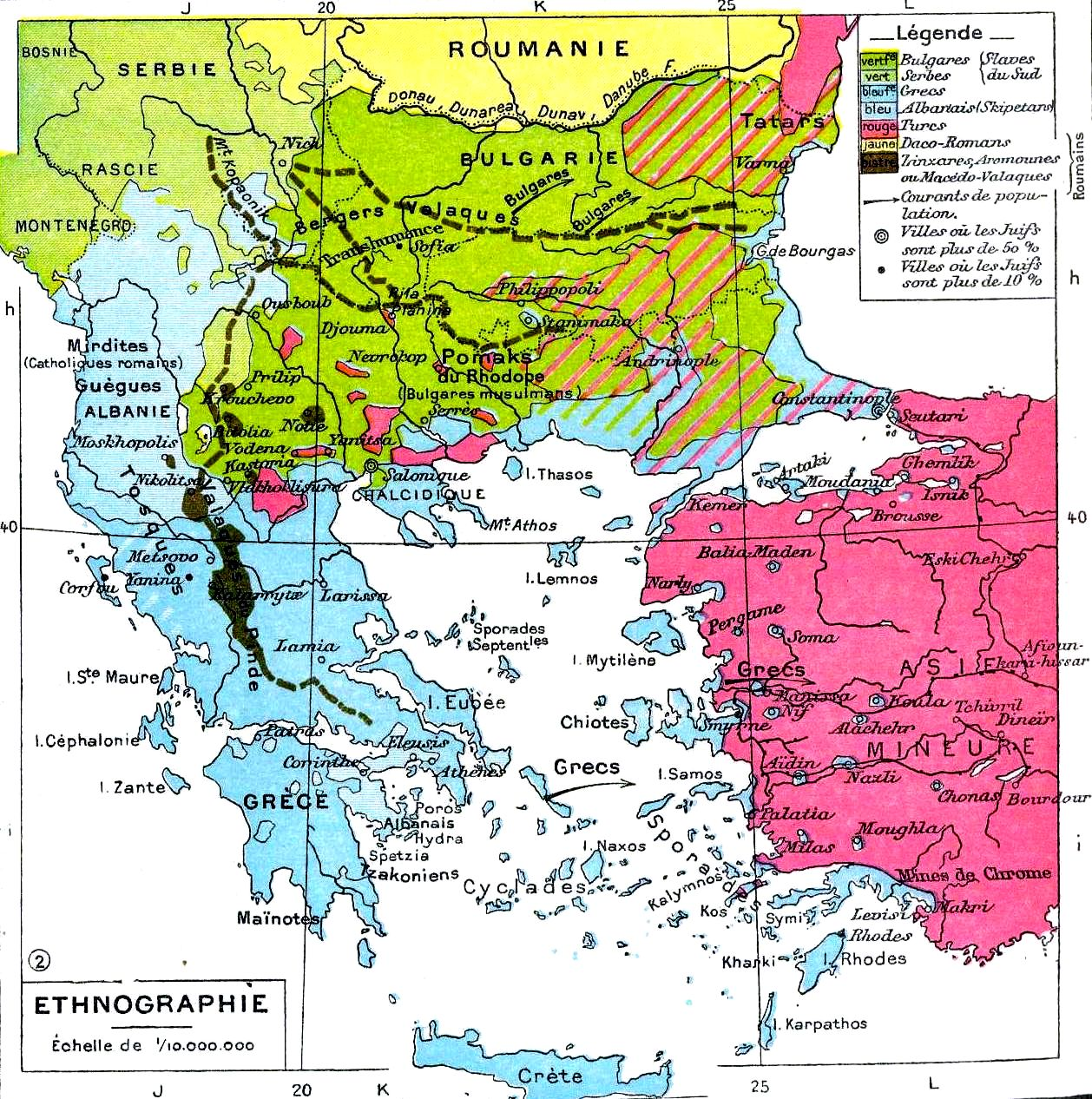
Mapa etniczna basenu Morza Egejskiego pod koniec XIX wieku

Grecy byli pewni zdobycia Ankary. Sytuacja Turków nie układała się pomyślnie, ponieważ pomoc uzyskana od Rosji Radzieckiej była niewystarczająca, brakowało amunicji i karabinów. Broni i zapasów odzieży musiała dostarczyć ludność cywilna. W tym decydującym momencie tureckie władze powierzyły naczelne dowództwo Mustafie Kemalowi. Dzięki dotychczasowej taktyce sił tureckich, polegającej na ustępowaniu pola udało się w pełnym stanie zachować armię i uniknąć okrążenia.
Przeprowadzenie ofensywy greckiej było możliwe dzięki zmobilizowaniu kolejnych roczników rezerwistów, dzięki czemu wystawiona armia liczyła 140 tys. ludzi. Starcie grecko-tureckie trwało nad rzeką Sakarya od 23 sierpnia do 13 września 1921. Tureckie pozycje obrony zostały skoncentrowane na okolicznych wzgórzach, które utrudniały atakującym zajęcie ich, szczególnie wobec zaciekłego oporu Turków. Niektóre z okolicznych wzgórz przechodziły wielokrotnie z rąk do rąk. Pomimo liczebnej przewagi wojsk greckich, kolejne ataki na tureckie linie obrony były odpierane. Dopiero decydujący atak Greków na miejscowość Haymana, leżącą ok. 40 km od Ankary miał przesądzić o losie bitwy. Atak został zdecydowane odparty przez Turków, co ostatecznie pogrzebało szanse Greków nie tylko na zdobycie Ankary, ale też na odzyskanie inicjatywy strategicznej w tej wojnie. Duża zaciętość bitwy wyczerpała obie strony, jednak brak amunicji zmusił Greków do wycofania się, w uporządkowanym szyku, na linię frontu sprzed bitwy. W walce zginęło 13 tys. Turków i 18 tys. Greków, a obie strony na nowo okopały się na swoich pozycjach, zbierając siły do ostatecznego starcia. Równolegle na obrzeżach Tracji toczyły się pomniejsze starcia grecko-tureckie.
Za zwycięstwo nad Sakaryą tytuł marszałka Turcji otrzymali uchwałą parlamentu Turcji Mustafa Kemal Atatürk i Fevzi Çakmak, jedyni dowódcy tureccy do dziś uhonorowani tą rangą. Mustafa Kemal otrzymał prawo do posługiwania się honorowym tytułem Zwycięzcy („Gazi”).
W październiku Venizelos prosił brytyjskiego premiera o udzielenie armii greckiej wsparcia przez siły brytyjskie stacjonujące w Ismid. Apelował także o wsparcie w zakresie zaopatrzenia. Nie tracąc wiary w zdobycie Ankary, przyznawał, że nawet przejęcie kontroli nad tym miastem nie oznaczałoby ostatecznego zwycięstwa nad Turkami.

### Sytuacja państw walczących
Zatrzymanie greckiego natarcia nad Sakaryą był momentem decydującym w rozgrywającej się wojnie. Inicjatywa strategiczna przeszła ostatecznie na stronę turecką. Grecy zmagali się z brakiem realnego wsparcia od dotychczasowego sojusznika, podczas gdy Francja i Włochy, oficjalnie neutralne, udzielały wsparcia Turcji. Włosi jeszcze w lipcu wycofali się z okupowanego wcześniej regionu Antalyi, Francja zawarła 20 października 1920 umowę z Turcją, na mocy której także zaprzestała interwencji w Azji Mniejszej. Znaczenie dla Turcji miała również pomoc udzielana stale przez Rosję Radziecką. Na niekorzyść Greków zaczął działać nie tylko czas, ale i zbyt rozciągnięty front. Również gospodarka grecka nie sprostała wyzwaniu, jakim było prowadzenie długotrwałej wojny ofensywnej na dużym obszarze wrogiego państwa.

### Linia frontu w marcu 1922 i propozycje pokojowe
Patowa sytuacja na froncie panowała przez kilka miesięcy. Grecy nie zdoławszy rozstrzygnąć wyniku wojny na polu bitwy rozpoczęli zabiegi dyplomatyczne wśród mocarstw o udzielenie im pomocy wojskowej i politycznej. Jednak rządy Francji, Wielkiej Brytanii i Włoch porozumiały się, że traktat z Sèvres powinien zostać renegocjowany, co z góry skazywało te starania na porażkę. Na początku 1922 mocarstwa zainicjowały nowe rozmowy z Turkami, proponując na konferencji w Paryżu 22 marca tego roku następujące rozwiązania: Grecja miała zwrócić Turcji Smyrnę (Izmir) i część Tracji, zachowując pozostałe nabytki, Turcja przekazywała również Armenii przyznane jej wcześniej obszary, armia turecka miała zachować stan 85 tys. osób, zaś mocarstwa zachodnie – wybrane przywileje gospodarcze w kraju. Grecy mieli wycofać wojska z Azji Mniejszej, zaś gwarancją dla miejscowej społeczności tej narodowości miał być protektorat Ligi Narodów. O ile Grecja (mimo protestów wenizelistów i środowisk diaspory) zgodziła się na przedstawianą propozycję, Turcja, widząc, jak korzystna jest dla niej sytuacja militarna, odrzuciła ją, żądając natychmiastowego i bezwarunkowego wycofania się Greków z jej terytorium.
Zastój na linii frontu i niekorzystne decyzje mocarstw nie wpłynęły na reorganizację polityki Aten i nie skłoniły do opracowania nowej strategii wojskowej. W szeregach armii greckiej, która się okopała, pojawiła się demoralizacja i oznaki rozkładu. Greccy dowódcy i politycy tymczasem snuli nierealne plany utrzymania dotychczasowych zdobyczy terytorialnych, a nawet zajęcia Konstantynopola, czego musieli zaniechać wobec zdecydowanego sprzeciwu mocarstw.

### Turecka kontrofensywa w sierpniu 1922
Podczas gdy dowództwo greckie planowało nową ofensywę w kierunku Menderes, Mustafa Kemal rozpoczął ofensywę 26 sierpnia. Główne greckie pozycje obronne zostały zaatakowane w rejonie Izmitu, który padł tego samego dnia. Strona grecka była całkowicie zaskoczona szybkością i rozmachem ofensywy, co praktycznie uniemożliwiło skuteczną obronę okopanym oddziałom greckim. 30 sierpnia w bitwie pod Dumlupinar Grecy zostali rozgromieni i stracili prawie połowę swojej armii oraz duże ilości sprzętu bojowego. Do niewoli dostał się cały grecki korpus oficerski z głównodowodzącym gen. Chadzianestisem. Od tego momentu wojska greckie w panice wycofywały się na zachód, dokonując po drodze kolejnych ataków na tureckie wioski. W pierwszych dniach września część oddziałów greckich ewakuowała się już na wyspy Lesbos i Chios. Razem z wycofującymi się wojskami greckimi na zachód uciekała miejscowa ludność grecka, obawiając się tureckiego odwetu, który wielokrotnie faktycznie następował.
1 września Kemal wydał rozkaz: „Armie, waszym pierwszym celem jest Morze Śródziemne. Naprzód!”. Gdy 2 września Eskişehir zostało zdobyte przez armię turecką, rząd grecki zwrócił się z prośbą  o mediację do Wielkiej Brytanii aby ta skłoniła Turcję do rozejmu, licząc jeszcze, że Grecji uda się zachować przynajmniej okręg Smyrny.

### Zdobycie i zniszczenie Smyrny

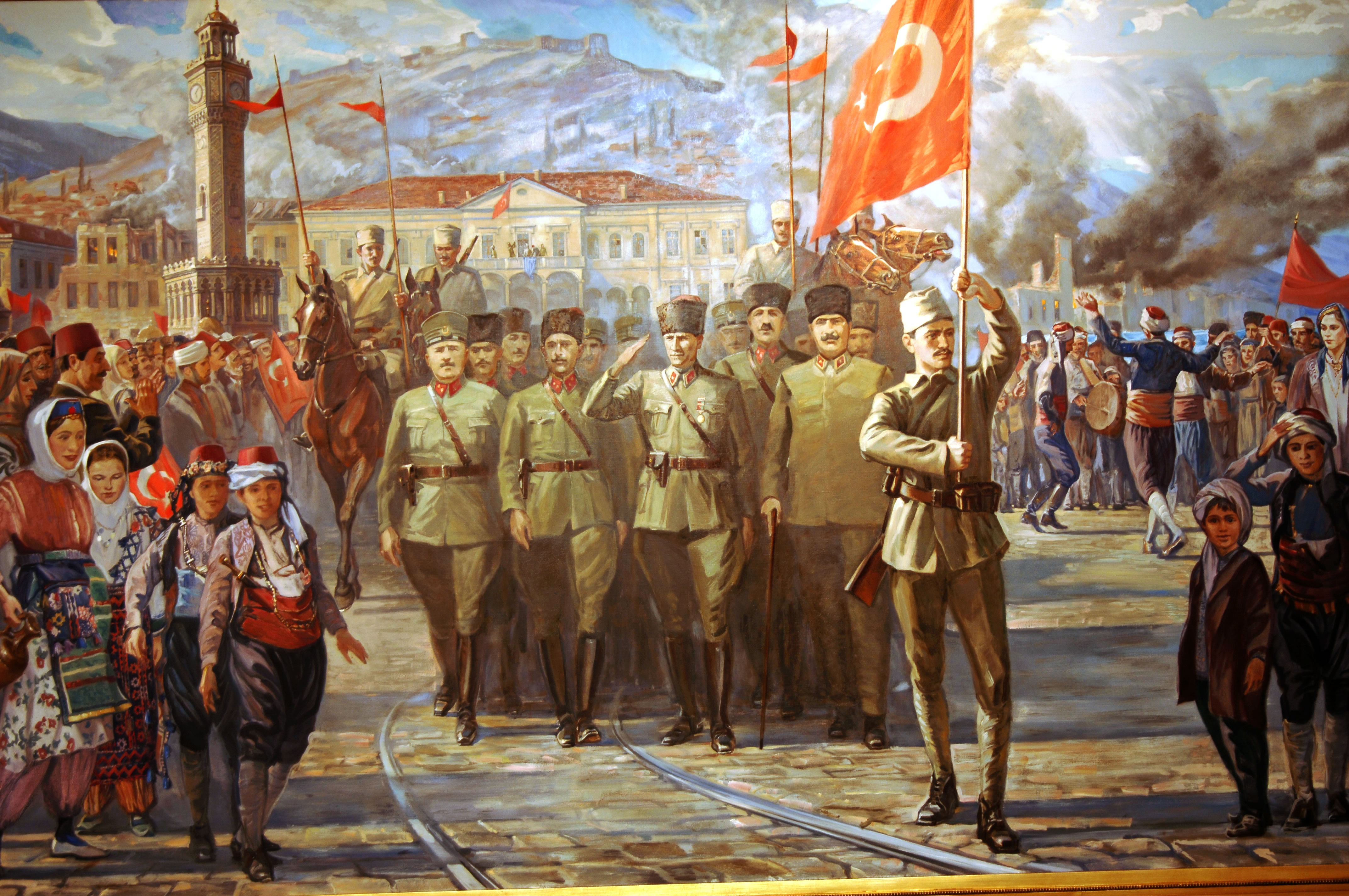
Wyzwolenie Izmiru, obraz Ahmeta Ziya Akbuluta

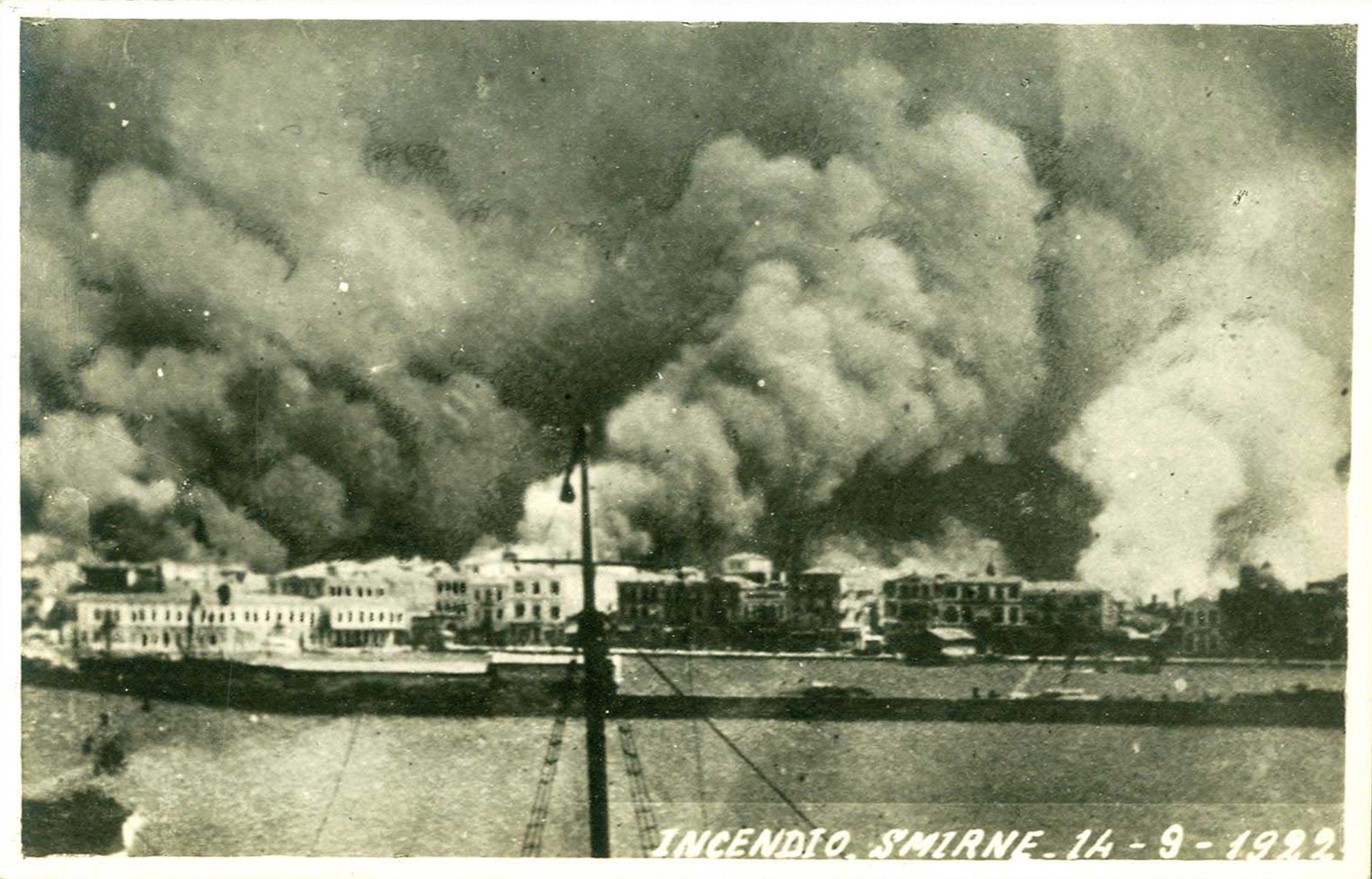
Wielki pożar Smyrny

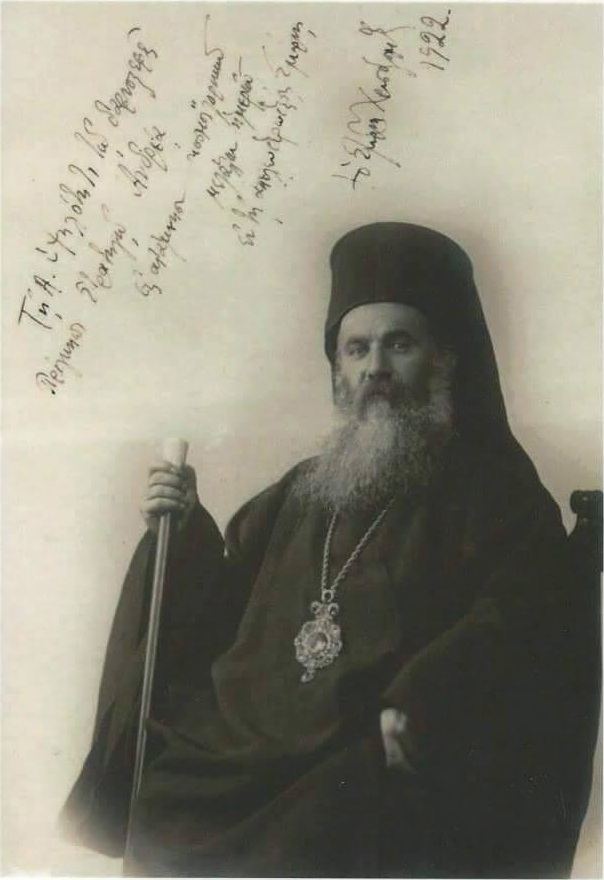
Chryzostom, prawosławny biskup Smyrny, zlinczowany przez tureckich mieszkańców miasta w czasie pożaru i masakry Smyrny

Armia turecka zbliżająca się błyskawicznie do Smyrny (Izmiru) była realnym zagrożeniem dla ludności miasta zamieszkiwanego przeważnie przez ludność grecką i ormiańską (stąd jego potoczna nazwa „niewierne miasto” używana przez Turków), z czego zdawał sobie sprawę Kemal. Jako głównodowodzący wydał pośpiesznie rozkaz, na mocy którego każdy żołnierz który zabije osobę cywilną poniesie śmierć. W ten sposób starał się zapobiec zniszczeniu miasta i uchronić ludność przed odwetem armii tureckiej. Ulotka z tym rozkazem została rozpowszechniona w języku greckim. Zaznaczył też, że rząd w Ankarze nie może być odpowiedzialny za ewentualną masakrę mieszkańców.
Zabiegi Mustafy Kemala zostały zignorowane. 9 września oddziały tureckiej kawalerii pod wodzą Nureddina Paszy, dzięki nagłemu manewrowi, weszły do Izmiru. Nureddin Pasza wydał rozkaz eksterminacji ludności chrześcijańskiej miasta: Greków i Ormian. W dzielnicach zamieszkanych przez te nacje rozpoczęła się ich masakra. Jej ofiarą padło co najmniej 30 tys. osób, podawane są również szacunki 50 tys. ofiar, czy nawet 125 tys. zabitych.
W dniach 13–17 września Smyrnę ogarnął wielki pożar, który zniszczył całkowicie dzielnice chrześcijańskie (grecką, francuską i ormiańską), nie wyrządzając równocześnie żadnych strat w kwartałach żydowskim i tureckim. W literaturze przeważa pogląd o spowodowaniu kataklizmu przez Turków. Jest to wersja powszechnie przyjęta w historiografii greckiej. Pojawiają się także relacje o Ormianach przebranych w mundury tureckiej armii, którzy w obliczu masakr chcieli wytworzyć całkowitą anarchię. Informacje o podpaleniu Smyrny przez Ormian, z własnej inicjatywy lub z poduszczenia ustępujących wojsk greckich, przekazywali dyplomatom brytyjskim i amerykańskim tureccy urzędnicy po przywróceniu w Izmirze tureckiej administracji. Zdaniem N. Nairmarka istnieją poważne przesłanki wskazujące na tureckie sprawstwo pożaru (relacje świadków mówiących o polewaniu przez nich budynków benzyną, brak zniszczeń w dzielnicy muzułmańskiej). Autor ten uważa jednak, że także społeczności ormiańska i grecka miały motyw, by doprowadzić do zniszczenia miasta. Grecy winą za rzezie i plan zniszczenia nietureckich elementów architektonicznych miasta bez wahań obciążają zarówno dowództwo tureckie w Smyrnie, jak i tureckiego przywódcę Mustafę Kemala, nie wierząc w „niesubordynację oddziałów”.
Symbolem zagłady greckiej społeczności Izmiru stał się samosąd, jakiego tłum miejscowych Turków dokonał na prawosławnym biskupie Smyrny Chryzostomie.
Uciekająca przed pożarem i tureckim odwetem ludność grecka usiłowała dostać się na ewakuujące się statki greckie, by w ten sposób ratować życie. W Smyrnie stały również okręty flot zachodnich, jednak powołując się na swoją neutralność w konflikcie odmawiały one pomocy uchodźcom. Ocalałych Greków zmuszono do wyjazdu do Grecji pod rygorem deportacji.
16 września, czyli jeszcze w trakcie pożaru, turecki dowódca Smyrny wydał rozkaz deportacji chrześcijan, w wieku 18–45 lat. Smyrnę opuszczać mogli tylko obywatele państw zachodnich oraz protestanci i katolicy, jeśli znajdowali się pod ochroną swych misji kościelnych. Prawosławnych zamykano w zatłoczonych obozach, stąd kierowano ich do pracy niewolniczej. Pomoc licznym greckim rodzinom, okazali wtedy pracownicy konsulatu USA, przyjmując uciekinierów w dniach pożaru i wydając im następnie zaświadczenia o amerykańskim obywatelstwie. Pod naciskiem Zachodu Turcy wyrazili następnie zgodę na wyjazd kobiet, dzieci oraz osób starszych do Grecji, jednak z wyłączeniem mężczyzn w wieku 18–45 (powtórzono rozkaz o ich deportacji do obozów, skąd większość nie powróciła).

## Skutki wojny

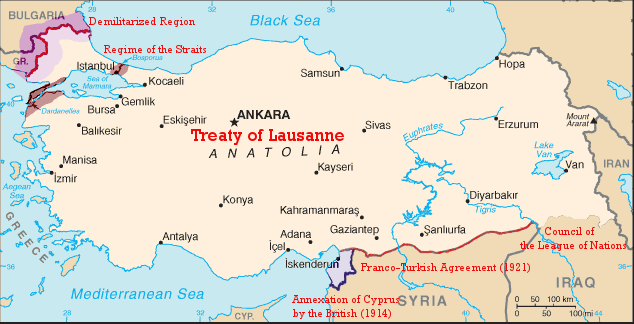
Ostateczne granice Turcji ustalone traktatem w Lozannie (1923) – zaznaczono strefy zdemilitaryzowane

Bunt wojska greckiego zmusił króla Konstantyna do abdykacji na rzecz syna Jerzego II. Do władzy powrócił Elefterios Wenizelos, przywracając do stanowisk uprzednio odsuniętych, doświadczonych oficerów. W dniu 11 października 1922 został zawarty rozejm w Mudanya. Na jego mocy Grecy ewakuowali swoje wojska z terenów wciąż zajmowanych, czyli Tracji Wschodniej i Cieśniny Bosfor.
Rozejm, który wszedł w życie 15 października, przekreślał postanowienia nieuznanego przez Turcję traktatu z Sèvres i został potwierdzony traktatem z Lozanny. Grecja utraciła na korzyść Turcji wschodnią Trację, kontrolę nad cieśninami (wyspy Imroz i Tenedos) i opcję na okręg Smyrny (Izmiru). Grecy zapewnili sobie jednak potwierdzenie niemal całości stanu posiadania na Morzu Egejskim, a pośrednio – poprzez umowy graniczne turecko-włoskie, także Grecy uzyskali też potwierdzenie dla korzystnych granic Dodekanezu. Nie zostały spełnione obietnice o przyznaniu Cypru Grecji – wyspa stała się kolonią brytyjską.
Traktat z Lozanny rozstrzygnął jednocześnie o wymianie ludności między Grecją i Turcją, co Venizelos postulował jeszcze przed 1914. Traktat zakładał wysiedlenie z Azji Mniejszej, wszystkich prawosławnych Greków (wyznanie było kryterium narodowości, niezależnie od języka, jakim posługiwała się ludność) w liczbie ok. 1,1 mln, a z Grecji większość muzułmanów (ok. 300 tys.). Obligatoryjność procesu wysiedleń nie objęła muzułmanów greckiej części Tracji, prawosławnego Patriarchatu Konstantynopola, Greków z Konstantynopola, wysp Imbroz i Tenedos.
Zdaniem Richarda Clogga

Mimo że z punktu widzenia losów ludzkich konsekwencje takiego wykorzenienia były straszne, prawdopodobnie nie istniało żadne inne realistyczne rozwiązanie. Wydarzenia ostatnich lat, układające się w spiralę przemocy i odwetu były tak niszczące, że przekreśliły możliwość pokojowego współżycia Greków i Turków.

W wyniku przegranej wojny i dokonanego transferu ludności, Grecja zarzuciła politykę Wielkiej Idei, która determinowała działania kraju przez prawie sto lat. Dla społeczeństwa katastrofa armii na froncie małoazjatyckim i jej całkowita utrata (z tureckiej niewoli prawie nikt nie wrócił), masakra mieszkańców Smyrny, pogromy oraz deportacja Greków były doświadczeniami wstrząsającymi. W kraju zapanowało olbrzymie niezadowolenie i chęć ukarania winnych.
Pod zarzutem zdrady stanu (pozostawienie własnemu losowi licznej greckiej ludności cywilnej Azji Mniejszej) stracono gen. Jeorjosa Chadzianestisa wraz z trzema politykami, byłymi premierami Grecji (Dimitriosem Gunarisem, Nikolaosem Stratosem i Petrosem Protopapadakisem) i dwoma generałami (Georgios Baltatzis i Nikolaos Theotokis) obciążanymi odpowiedzialnością za klęskę Grecji w wojnie. Sądom wojskowym oddano też  tych spośród oficerów armii, na których ciążyły konkretne, udokumentowane zarzuty dokonywania zabójstw na cywilach, w trakcie kampanii anatolijskiej.
Mustafa Kemal Pasza po odparciu greckiej inwazji i wycofaniu się armii interwencyjnych rozpoczął budowę świeckiego państwa – Republiki Tureckiej, opartego na autorytarnych rządach armii, i modernizację społeczeństwa tureckiego.